# Celeb
Celeb  è una serie televisiva britannica in 6 episodi trasmessi per la prima volta nel corso di una sola stagione nel 2002.

## Trama
La serie narra le bizzarre vicende dell'attempata rockstar Gary Bloke, della sua giovane terza moglie Debs e dell'austero maggiordomo Johnson.

## Personaggi e interpreti
- Debs Bloke (6 episodi, 2002), interpretata da Amanda Holden.
- Terapista, interpretato da Andy Taylor.
- Gary Bloke, interpretato da Harry Enfield.
- Johnson, interpretato da Rupert Vansittart.
- Troy Bloke, interpretato da Leo Bill.

## Produzione
La serie fu prodotta da British Broadcasting Corporation e Tiger Aspect Productions. Le musiche furono composte da Philip Pope. Tra gli sceneggiatori sono accreditati Charles Peattie e Mark Warren.

## Distribuzione
La serie fu trasmessa nel Regno Unito dal 6 settembre 2002 al 10 ottobre 2002 sulla rete televisiva BBC One. In Italia fu trasmessa, in versione originale con sottotitoli, dall'emittente Canal Jimmy.
Alcune delle uscite internazionali sono state:
- nel Regno Unito il 6 settembre 2002
- nei Paesi Bassi il 24 febbraio 2003
- in Svezia il 19 ottobre 2003
- in Finlandia il 7 gennaio 2004 (Julkkis)

## Episodi
| Stagione       | Episodi | Prima TV Regno Unito |
| -------------- | ------- | -------------------- |
| Prima stagione | 6       | 2002                 |